# Myopa variegata
Myopa variegata är en tvåvingeart som beskrevs av Johann Wilhelm Meigen 1804. Myopa variegata ingår i släktet Myopa och familjen stekelflugor. Enligt den svenska rödlistan är arten sårbar i Sverige. Arten förekommer i Götaland och Öland. Artens livsmiljö är jordbrukslandskap. Inga underarter finns listade i Catalogue of Life.